# Jorge Luis Díaz
Jorge Luis Díaz Gutiérrez (Montevideo, Uruguay; 28 de junio de 1989), más conocido como Jorge Díaz, es un futbolista uruguayo que juega como extremo por ambas bandas.
Actualmente milita en el Panetolikos, de la Super Liga de Grecia.

## Estadísticas
Actualizado al 20 de marzo de 2016.
| Reus Deportiu · España                                                | 2ª B          | 2011/12       | 18  | 0  | 0 | 0 | 0 | 0 | 18  | 0  |
| Reus Deportiu · España                                                | Total club    | Total club    | 18  | 0  | 0 | 0 | 0 | 0 | 18  | 0  |
| Espanyol "B" · España                                                 | 2ª B          | 2012/13       | 16  | 1  | 0 | 0 | 0 | 0 | 16  | 1  |
| Espanyol "B" · España                                                 | Total club    | Total club    | 16  | 1  | 0 | 0 | 0 | 0 | 16  | 1  |
| Albacete · España                                                     | 2ª B          | 2012/13       | 16  | 1  | 0 | 0 | 0 | 0 | 16  | 1  |
| Albacete · España                                                     | 2ª B          | 2013/14       | 39  | 6  | 1 | 0 | 0 | 0 | 39  | 6  |
| Albacete · España                                                     | 2.ª           | 2014/15       | 32  | 5  | 2 | 0 | 0 | 0 | 34  | 5  |
| Albacete · España                                                     | Total club    | Total club    | 87  | 12 | 3 | 0 | 0 | 0 | 90  | 12 |
| Real Zaragoza · España                                                | 2.ª           | 2015/16       | 18  | 1  | 1 | 0 | 0 | 0 | 19  | 1  |
| Real Zaragoza · España                                                | Total club    | Total club    | 18  | 1  | 1 | 0 | 0 | 0 | 19  | 1  |
| Numancia · España                                                     | 2.ª           | 2015/16       | 4   | 0  | 0 | 0 | 0 | 0 | 4   | 0  |
| Numancia · España                                                     | Total club    | Total club    | 4   | 0  | 0 | 0 | 0 | 0 | 4   | 0  |
| Reus Deportiu · España                                                | 2.ª           | 2016/17       | 33  | 1  | 0 | 0 | 0 | 0 | 33  | 1  |
| Reus Deportiu · España                                                | Total club    | Total club    | 33  | 1  | 0 | 0 | 0 | 0 | 33  | 1  |
| Panetolikos · Grecia                                                  | 1ª            | 2017/18       | 0   | 0  | 0 | 0 | 0 | 0 | 0   | 0  |
| Panetolikos · Grecia                                                  | Total club    | Total club    | 33  | 1  | 0 | 0 | 0 | 0 | 33  | 1  |
| Total carrera                                                         | Total carrera | Total carrera | 176 | 15 | 4 | 0 | 0 | 0 | 180 | 15 |
| (1)Incluidos los datos de la Copa del Rey (2013-14, 2014-15, 2015-16) |               |               |     |    |   |   |   |   |     |    |